# Justitieministeriet
Justitieministeriet (finska: oikeusministeriö) i Finland är en del av statsrådet (regeringen) och har till uppgift att upprätthålla och utveckla rättsordningen och rättssäkerheten samt se till demokratins strukturer och medborgarnas grundläggande fri- och rättigheter. Ministeriet ansvarar för beredningen av de viktigaste lagarna, rättsväsendets funktion och verkställigheten av domar. Ministeriet leds av justitieministern och högsta tjänsteman är en kanslichef. Vid justitieministeriet finns en avdelning för demokrati och offentlig rätt, en avdelning för privaträtt och rättsvård, en avdelning för kriminalpolitik och straffrätt, en förvaltnings- och styrningsavdelning och en från avdelningarna fristående stab.

## Avdelningar och enheter

### Avdelningen för demokrati och offentlig rätt
Avdelningen för demokrati och offentlig rätt svarar för uppgifter som hänför sig till politiken för grundläggande rättigheter, lagstiftningen inom området för offentlig rätt och utövandet av rätten att delta i val och rätten till inflytande. Avdelningen har till uppgift att främja jämlikheten, goda etniska relationer, tillgodoseendet av de språkliga rättigheterna samt att samordna behandlingen av samefrågor.
Avdelningen svarar för lagberedningsuppgifter som hänför sig till statsrätt, förvaltningsrätt, förvaltningsprocess, dataskydd och offentlighet. Till avdelningen hör Ålandsärenden och europarättsliga sakkunniguppgifter.
Avdelningen ska också sköta resultatstyrningen av Dataombudsmannens byrå, Barnombudsmannens byrå, Jämställdhetsombudsmannens byrå och Diskrimineringsombudsmannens byrå.
Avdelningen för demokrati och offentlig rätt består av fyra enheter: enheten för demokrati och val, enheten för EU-rätt och dataskydd, enheten för självstyrelse och jämlikhet samt enheten för offentlig rätt.

### Avdelningen för kriminalpolitik och straffrätt
Avdelningen för kriminalpolitik och straffrätt svarar för planeringen och utvecklandet av kriminalpolitiken, brottspåföljdssystemet och brottsbekämpningen. Till avdelningen hör lagberedning inom straffrätt och straffprocessrätt. På avdelningen ankommer ärenden som gäller offrets ställning och åtgärder mot korruption.
Till avdelningen hör resultatstyrningsuppgifter som gäller Brottspåföljdsmyndigheten, åklagarväsendet samt Europeiska institutet för kriminalpolitik, verksamt i anslutning till Förenta Nationerna. Också anhållanden som gäller benådningar ankommer på avdelningen.
De tre enheterna vid avdelningen för kriminalpolitik och straffrätt är: enheten för brottsbekämpning och påföljder, enheten för straffrätt samt enheten för straffprocess.

### Avdelningen för privaträtt och rättsvård
Avdelningen för privaträtt och rättsvård svarar för lagberedningen i fråga om privaträtt, rättegångsförfarandet i tvistemål och ansökningsärenden samt insolvensrätt.
Till avdelningen hör resultatstyrning av domstolarna, Riksfogdeämbetet, rättshjälps- och intressebevakningsdistrikten, konkursombudsmannens byrå och konsumenttvistenämnden samt myndighetsuppgifter inom internationell rättshjälp. Dessutom behandlar avdelningen bl.a. domarutnämningar och ärenden som anknyter till nämnden för namnärenden.
Vid avdelningen för privaträtt och rättsvård finns fem enheter: enheten för internationell rättshjälp, enheten för rättsskyddstjänster, enheten för civilrätt, enheten för domstolsärenden samt enheten för privaträtt och insolvens.

### Förvaltnings- och styrningsavdelningen
Förvaltnings- och styrningsavdelningen svarar för planeringen och rapporteringen när det gäller verksamhet och ekonomi, för en enhetlig resultatstyrning och för utvecklingen av dataadministrationen inom förvaltningsområdet. Avdelningen svarar också för ministeriets personalfrågor och de arbetsgivarskyldigheter inom förvaltningsområdet som ankommer på ministeriet. Dessutom ansvarar avdelningen för ministeriets del för informationshanteringen, informationssäkerheten och dataskyddet inom förvaltningsområdet.
Förvaltnings- och styrningsavdelningen har en personalenhet, en styrningsenhet, en informationsenhet och som separat funktion en enhet för assistentservice.

### Staben
Staben svarar för utvecklandet av de strategiska förberedelserna för ministeriets högsta ledning samt för utvecklandet av statsrådets lagberedning.  Den samordnar skötseln av ministeriets internationella ärenden och frågor som gäller EU, forskningsverksamheten samt ministeriets och förvaltningsområdets kommunikationsverksamhet. Staben svarar också för laggranskningen och uppgifter som gäller intern revision.
Till staben hör fyra enheter: enheten för stöd för ledningen, kommunikationsenheten, enheten för EU-ärenden och internationella ärenden samt enheten för utveckling av lagstiftningen och laggranskning. I staben finns också en utvecklingsdirektör och en revisionsdirektör.